# جوزيف د. بيك
جوزيف د. بيك (بالإنجليزية: Joseph D. Beck)‏ هو شخصية أعمال وسياسي أمريكي، ولد في 14 مارس 1866 في الولايات المتحدة، وتوفي في 8 نوفمبر 1936 في نفس البلد. حزبياً، نشط في الحزب الجمهوري. وقد انتخب عضو مجلس النواب الأمريكي.